# Tangeni Shipahu
Tangeni Gerhardt Shipahu (* 3. September 1987 in Arandis, Südwestafrika) ist ein ehemaliger namibischer Fußballspieler.

## Karriere

### Verein
Tangeni Shipahu begann seine Karriere beim Tigers SC in Windhoek. Hier stand er von 2007 bis 2010 unter Vertrag. Mitte 2010 ging er nach Südafrika. Hier schloss er sich AmaZulu Durban an. Der Verein aus Durban spielte in der ersten Liga des Landes, der Premier Soccer League. Für Durban absolvierte er 39 Erstligaspiele. Im Juli 2012 zog es ihn nach Asien. Hier unterschrieb er in Thailand einen Vertrag beim Erstligisten Osotspa. Für Osotspa stand er 39-mal in der ersten Liga, der Thai Premier League, auf dem Spielfeld. Die Hinserie 2015 wurde er an den Ligakonkurrenten Army United nach Bangkok ausgeliehen. Die Rückserie spielte er ebenfalls auf Leihbasis beim Zweitligisten Krabi FC.
Anfang 2016 kehrte er für ein halbes Jahr zu seinem ehemaligen Verein Tigers SC nach Namibia zurück. Mitte 2016 ging er wieder nach Thailand um sich seinem ehemaligen Verein Krabi FC anzuschließen. Die Saison 2017 wurde er an den JL Chiangmai United FC nach Chiangmai ausgeliehen. Der Verein spielte in der vierten Liga, der Thai League 4, in der Northern Region. Ende 2017 wurde er mit Chaingmai Meister der Region und stieg anschließend in die dritte Liga auf. 2018 wechselte er von Krabi nach Bangkok, wo er einen Vertrag beim Deffo FC unterschrieb. Deffo spielte in der dritten Liga, der Thai League 3, in der Upper Region. Am Ende der Saison musste er mit Deffo in die vierte Liga absteigen. Nach dem Abstieg verließ er den Verein und schloss sich dem Viertligisten Phitsanulok FC aus Phitsanulok an. Von Anfang 2020 bis Juni 2020 war er vertrags- und vereinslos. Im Juli 2020 kehrte er zu seinem ehemaligen Verein Tigers Sports Club nach Namibia zurück. Hier spielte er bis zu seinem Karriereende im Juni 2023.

### Nationalmannschaft
Tangeni Shipahu spielte 20-mal in der namibischen Nationalmannschaft.

## Erfolge
JL Chiangmai United FC
- Thai League 4 – North: 2017  ▲